# Centrumgemeente
In de Nederlandse bestuurlijke indeling is een centrumgemeente een gemeente die in een intergemeentelijk samenwerkingsverband volgens de Wet gemeenschappelijke regelingen (WGR), een bepaalde functie uitvoert voor omliggende gemeenten.
Bij dit intergemeentelijk samenwerkingsverband ontbreekt de rechtspersoonlijkheid. Een functie of activiteiten worden overgeheveld naar de centrumgemeente, die namens alle deelnemende gemeenten optreedt. 
De voornaamste kenmerken van het samenwerkingsverband zijn: 
- De bestuurlijke en ambtelijke bevoegdheden worden ondergebracht bij de centrumgemeente.
- Er is doorgaans geen eigen bestuur.
- De begroting en rekening vallen onder de centrumgemeente.

Er zijn indelingen gemaakt in Nederland voor;
- Maatschappelijk opvangbeleid
- Vrouwenopvang